# Tiranet orellut ullroig
El tiranet orellut ullroig (Phylloscartes sylviolus) és un ocell de la família dels tirànids (Tyrannidae).

## Hàbitat i distribució
Habita els boscos del Paraguai oriental, nord-est de l'Argentina i sud-est del Brasil.